# Сан Джованні сотто ле Пенне
Сан Джованні сотто ле Пенне (італ. San Giovanni sotto le Penne), також відоме як Сан Джанні — село (італ. curazia) у центральній частині Сан-Марино. Територіально належить до муніципалітету Борго-Маджоре.
Назване на честь покровителя села — святого Івана Хрестителя.

## Географія
Село розташоване на південь від найвищої точки країни — Монте-Титано, на дорозі, що прилягає до території міста Сан-Марино. Займає площу понад 170 га.

## Спорт
Село має футбольний клуб Сан Джованні.